# Saint-Martin-des-Besaces
Saint-Martin-des-Besaces település Franciaországban, Calvados megyében. Lakosainak száma 1188 fő (2018. január 1.). Saint-Martin-des-Besaces Brémoy, Cahagnes, La Ferrière-Harang, Jurques, Les Loges, Mont-Bertrand, Saint-Denis-Maisoncelles, Saint-Jean-des-Essartiers, Saint-Ouen-des-Besaces, Saint-Pierre-du-Fresne, Le Tourneur, Guilberville és Placy-Montaigu községekkel határos.

## Népesség
A település népessége az elmúlt években az alábbi módon változott:
| Lakosok száma | 1239 | 1063 | 981  | 986  | 1061 | 1176 | 1154 | 1174 | 1182 | 1188 |
|               | 1962 | 1968 | 1982 | 1990 | 1999 | 2008 | 2011 | 2013 | 2017 | 2018 |